# Jalapa (miasto w Nikaragui)
Jalapa – miasto w północnej Nikaragui w pobliżu granicy z Hondurasem, w departamencie Nueva Segovia. Współrzędne geograficzne: 13°55′N 86°08′W/13,916667 -86,133333. Ludność: 24,0 tys. (2005).
W 1982 i 1983 w mieście Jalapa członkowie grupy zbrojnej Contras próbowali dwukrotnie, przy wsparciu CIA, zająć miasto i powołać niezależny od sandinistów rząd.

## Współpraca
- Boulder, Stany Zjednoczone
- Jyväskylä, Finlandia